# Mariefreds ångbåtsbrygga

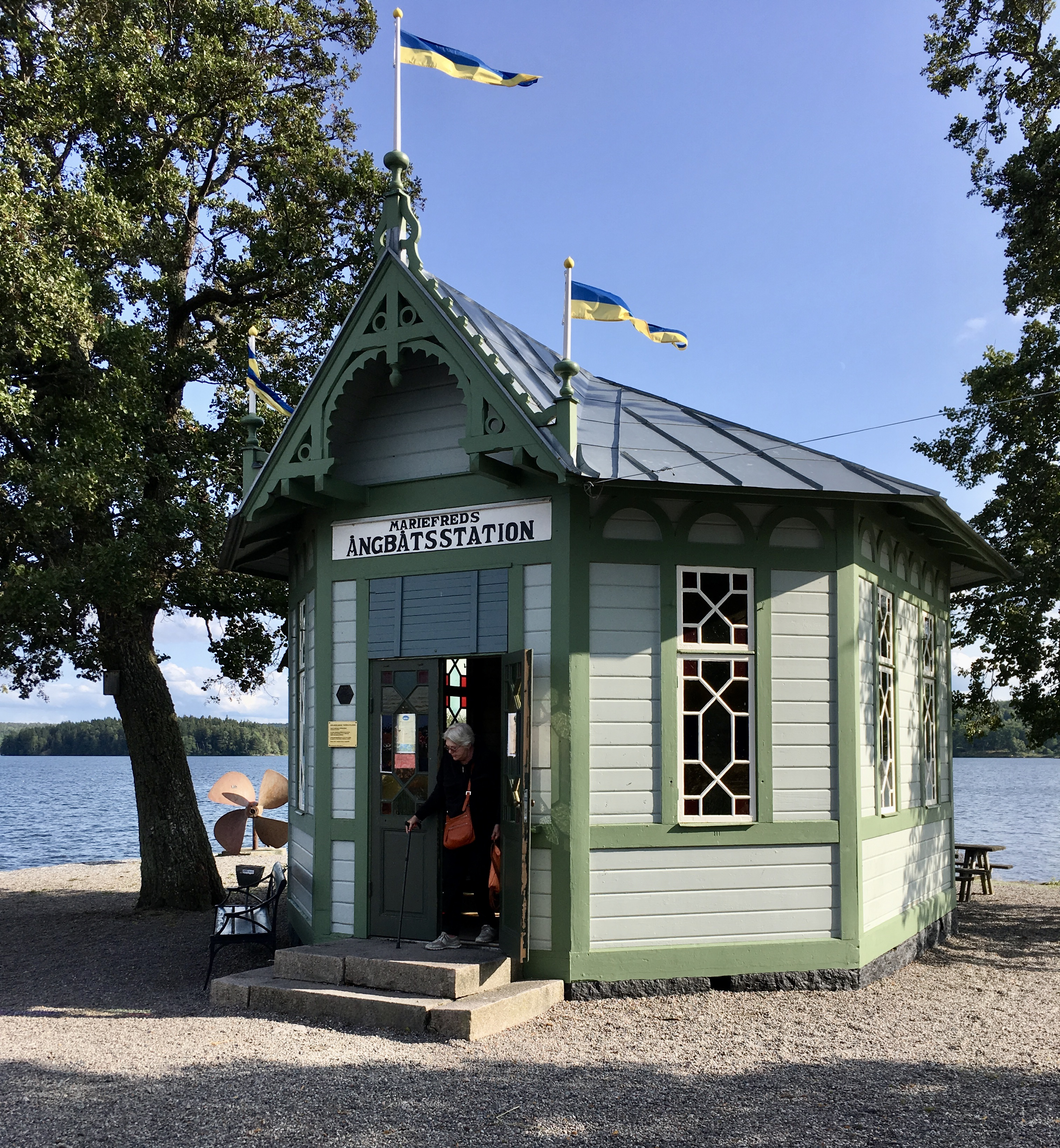
Kölnholmens väntpaviljong – paviljong vid ångbåtsbryggan, augusti 2017.

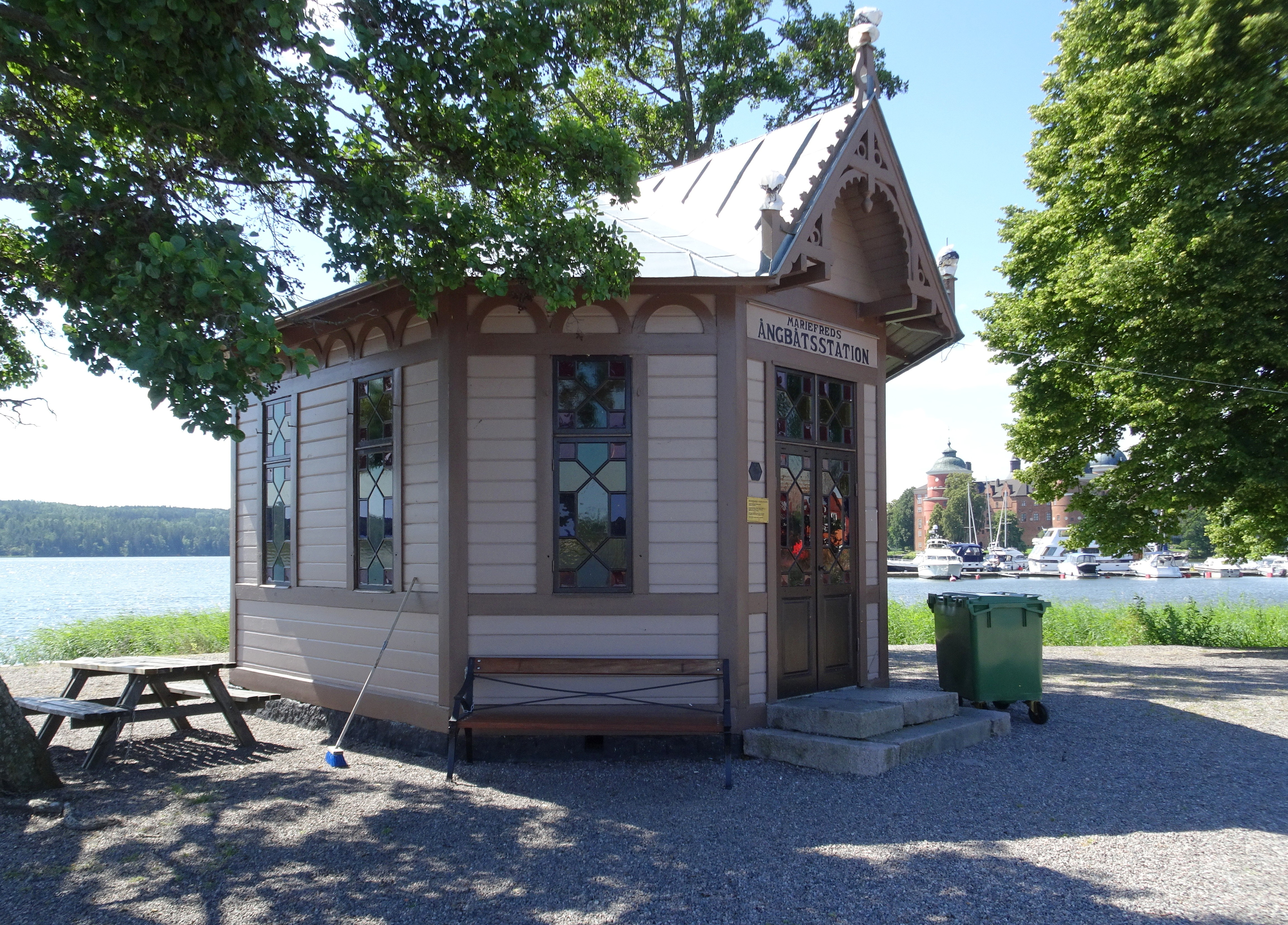
Kölnholmens väntpaviljong med ny färgsättning, juli 2022.

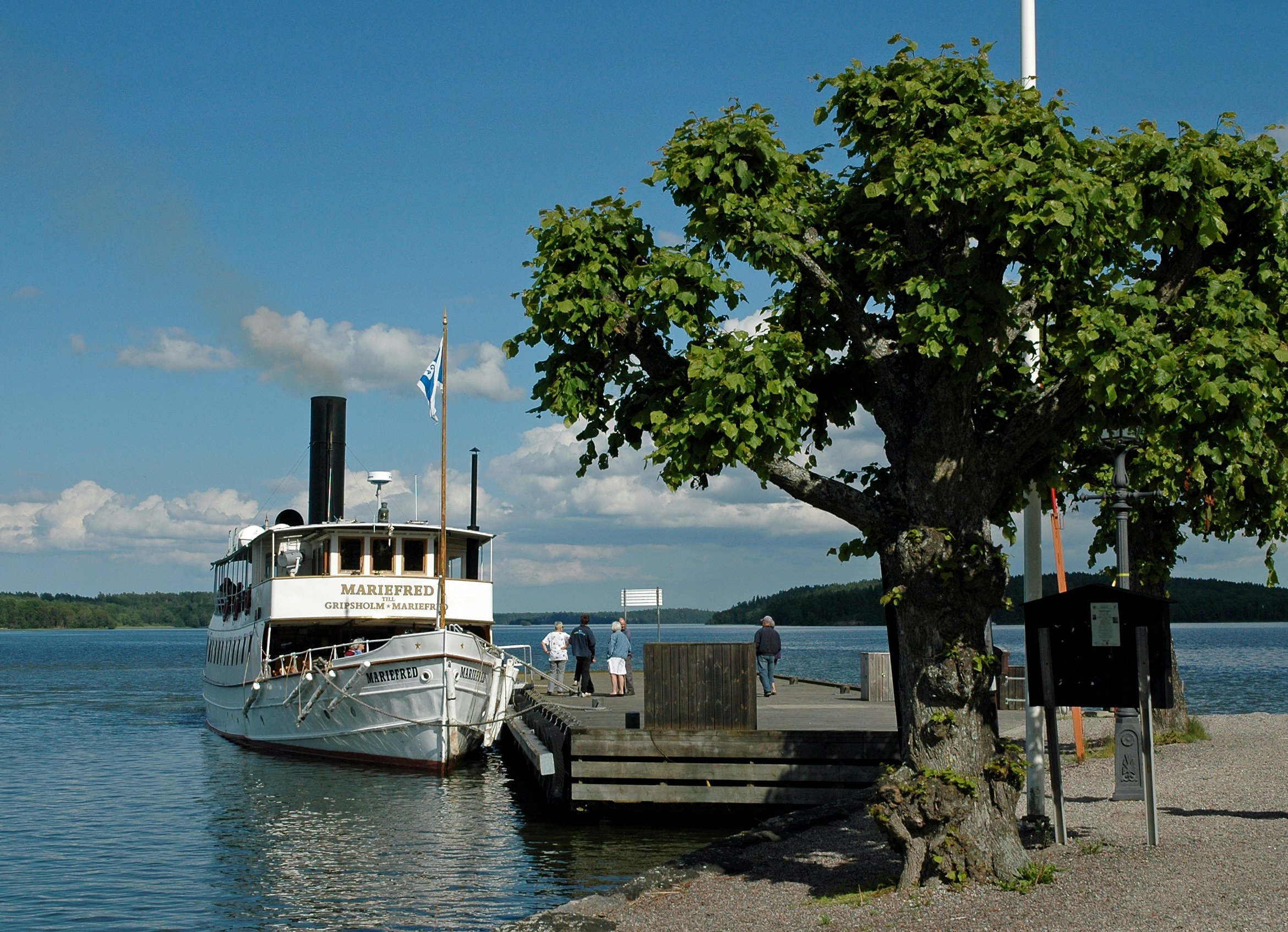
S/S Mariefred vid bryggan på Kölnholmen, juni 2012.

Mariefreds ångbåtsbrygga, med sin väntpaviljong, är ett byggnadsminne i Mariefred i Södermanlands län. Museijärnvägen Östra Södermanlands Järnväg har anlagt ett spår mellan Mariefreds station och ångbåtsbryggan. Ångbåtsbryggan och väntkuren, Kölnholmens väntpaviljong, förklarades som byggnadsminne av Länsstyrelsen i Södermanlands län den 24 november 1994.

## Historik
År 1834 anlades en ångbåtsbrygga på en tidigare friliggande holme, Kölnholmen, och sundet mellan holmen och fastlandet fylldes ut. Med undantag för åren 1905–1960, då ångbåtstrafiken flyttades till den nuvarande gästhamnen närmare Gripsholms slott, har Kölnholmen använts som förtöjningsplats för de ångfartyg, som fortfarande trafikerar rutten mellan Stockholm och Mariefred. Den nuvarande bryggan byggdes år 1960.

## Beskrivning
Vid ångbåtsbryggan finns en väntpaviljong, som byggdes år 1888. Byggnaden, som är åttkantig, är byggd i trä och ovanför entrén finns ett tidstypiskt gavelparti i snickarglädje. Den har också varit omklädningshytt för ett numera rivet kallbadhus och har även använts för försäljning av båtbiljetter. Fasaden är av vitmålad liggande fasspåntpanel i fältindelning med mörkgröna lister. Taket är täckt av skivplåt. Fönstren är grönmålade, spröjsade och har flerfärgat glas. Förutom väntsalen finns två rum, som ursprungligen fungerade som serveringsrum och hamnkontor. Byggnaden är mycket välbevarad och är av en ovanlig byggnadskategori.
Kölnholm var ursprungligen en fristående holme. År 1834 togs sten från kyrkogårdsmuren till utfyllning för landförbindelse och holmen fungerades sedan som Mariefreds hamn. Ångbåtstrafiken flyttades från Kölnholmen till Nya hamnen år 1905. På 1960-talet återfördes anläggningsplatsen till Kölnholmen och den nuvarande bryggan uppfördes. Ritningar till den ursprungliga ångbåtsbryggan finns bevarade i  byggnadsnämnds arkiv i Strängnäs. I samband med att museijärnvägen drogs ut till holmen renoverades byggnaden.